# 江照黎明
江照黎明是中華人民共和國一部24集现实主义女性悬疑话题電視剧，由牛超、王涛涛执导，黄芬、曹笑天编剧，马思纯、白客、刘凯、张瑶、高旭阳、张本煜、史可、郎月婷、赵淑珍、袁文康主演。該電視劇於2021年5月開機拍攝，讲述的是房屋仲介李晓楠（马思纯 饰）的故事。2022年1月27日在芒果TV播出。台灣OTT平台由MyVideo、LINE TV全套上架。LiTV 線上影視同步跟播上架。

## 演員列表
| 演員   | 角色   | 介紹 |
| 馬思純 | 李曉楠 | 房地產公司仲介 蘇睿的妻子，是一個努力生活，辛苦工作，奮勇向前有追求的女性。 她白天是公司中介，業績部門第一，晚上則擺攤炒面。白天四處奔波賣房，晚上夜市擺攤賣面的她，為了買房而努力，她雖然在房地產公司上班，但她有自己的追求。然而嫁給了人人稱贊的“好男人”蘇睿。而和蘇睿的婚姻竟然成為了噩夢的開始，暴力、欠債、出軌。 |
| 白客   | 王誠   | 記者 與李曉楠曾是校友。他是李曉楠黑暗生活中的一道光，幫助李曉楠有勇氣處理與丈夫的關系，也開始思考自己獨立後的生活。他對妹妹的保護，以及為了找出蘇睿給妹妹帶來的傷害而有目的的接近李曉楠。當李曉楠被欺負的時候，他挺身而出，救助李曉楠於困境。他突然歸鄉找到曉楠幫忙租房，還大方地和李曉楠合租。                        |
| 劉凱   | 蘇睿   | 李曉楠的丈夫 村鎮出身的鳳凰男，人前的“完美丈夫”人後竟是徹頭徹尾的雙面派，外人眼里所謂的“優質男性”。 他長得文質彬彬，待人處事很會看眼色，工作不算出彩但馬馬虎虎，而且還是溫柔體貼的好丈夫，幾乎每天接老婆上下班、會給老婆準備早餐、老婆出攤賺外快他也會過來忙前忙後。他能力不足、心比天高，老想著走捷徑一夜暴富。       |
| 張瑤   | 于紅   | 蘇睿的情人 傳說中的“拆二代”，喜歡大Logo加身。她表面上滋潤，但內心實則非常缺愛。她是個不幸的女人，遇見蘇睿，認為自己遇到了真愛，可是蘇睿只把她當成富婆，在蘇睿知道於紅只是表面有錢。她陷入愛情，身處陷阱根本看不清事情真相。她為蘇睿自盡，還想替蘇睿討回公道，偽善的蘇睿，給她的一點溫暖，就越陷越深。                  |
| 史可   | 黃蕙蘭 | 李曉楠的母親 丈夫去世。她是一個單身母親，獨自拉扯兩個女兒長大。她因家庭的不幸，卻堅強也很努力，希望兩個女兒，都可以幸福。但是大女兒李暮楠的不幸，對她的打擊很大，之後在於紅說李曉楠是解決蘇睿的兇手時，她冒著坐牢的代價，來綁架讓於紅交出證據，最後她還是為了自己的沖動行為，付出了該有的代價。                        |
| 袁文康 | 梁賀禹 | 李曉楠的姊夫 地產菁英，事業得意，妻子李暮楠出車禍去世，是他心裡的痛，在妻子死後，依然照顧亡妻的家人。他表面上是一副優秀成功好男人的模樣，實則是個自私的男人。他剛愎自用，李暮楠死之前，對妻子就是各種控制，不尊重妻子，更看重自己的事業。蘇睿總是被他打壓下導致心理扭曲，而他也是李暮楠的車禍的始作俑者。              |
| 郎月婷 | 陳幕   | 刑警隊長 負責調查蘇睿溺亡案件。她在查案過程困難重重，不畏困難細心勘查，不斷確立推翻線索，四處奔波搜尋證據，與嫌疑人進行心理博弈，憑借多年的刑偵經驗，以及對待案件嚴謹細心的態度去探尋事件真相，將真兇揪出水面。她是基層普通警察的代表，工作就是焦慮的解藥。她既要依法辦案，又逐漸理解李曉楠的危險處境。                |
| 高旭陽 | 沈強   | 刑警 潯洋市公安局刑警，是陳幕下屬。他工作踏實，且邏輯性強。他和隊長陳幕搭檔，和陳幕一起負責蘇睿溺亡事件的調查。他捍衛正義，為了查案四處奔波尋找線索，努力找出案件真兇。在調查案件中，面對案件的複雜，在證據不足的情況下抽絲剝繭，跟隊長陳幕反複推敲案件的走向，尋找證據，不放過任何一條線索，只為還原真相。            |
| 張本煜 | 宋虎   | 夜市棋盤室老板 也是也是江湖話事人，為人義氣，手底下有很多小兄弟。他是放高利貸的人，為了讓欠錢的人還錢，他什麽樣的手段都幹得出來，聚眾鬥毆，會欺壓女性。他平日就是打打麻將，KK 歌，不時“問候”一下蘇睿李曉楠夫婦。他在蘇睿死後開始向李曉楠討債，對李曉楠進行了暴力催款。                                                 |

## 播出时间
| 频道    | 所在地   | 播映日期      | 播出时间                                  | 备注 |
| ------- | -------- | ------------- | ----------------------------------------- | ---- |
| 芒果TV  | 中国大陆 | 2022年1月27日 | 首週四、五20:00更新 次週起六、日20:00更新 |      |
| MyVideo | 臺灣     | 2022年3月1日  | 全套上架                                  |      |